# Диредейме
Диредейме (азерб. dirədöymə — бить по коленам) — азербайджанская народная игра с ремнём. В основном играют дети и подростки, особенно в дни праздника Новруз. В Нахичеване игра известна под названием «Джызыг турнасы», в Мугани — «Джызыгданчыхма», в Баку — «Гайышчапды» («Гайышлады»), в Гёйчае «Турайону» и пр.

## Правила игры
Участники игры делятся на две команды и начерчивают на земле круг. Затем кидают жребий и одна группа заходит в круг, а другая остаётся за кругом. Те, что находятся в круге, держат под ногами по ремню (или по кнуту). Те же, что находятся за кругом должны взять эти ремни. Находящиеся в круге бьют по ногам тех, кто за кругом, препятствуя, чтобы те взяли ремни. 
В случае если кто-то из круга попадёт своей ногой  по ноге кому-то за кругом, то участники команд меняются ролями (находящиеся в круге выходят и наоборот). Если же, кому-то за кругом удастся втащить соперника за круг, то находящиеся в круге должны защищать к тому же и ремень вышедшего. А если кому-то в круге удастся затащить соперника в круг, то участники и в этом случае меняются ролями. Если кому-то за кругом удаётся взять ремень, находящегося в круге, то он начинает бить им соперников с целью забрать и их ремни. Победителем считается та команда, которой удастся забрать забрать все ремни, находящихся в круге. Тогда они начинают бить ими соперников. Если же кому-то удастся затащить соперника в круг, то игроки команд меняются местами.

## В культуре
- В одном из эпизодов фильма «Кура неукротимая» (1969), герои фильма играют в диредейме.